# Madonna Litta

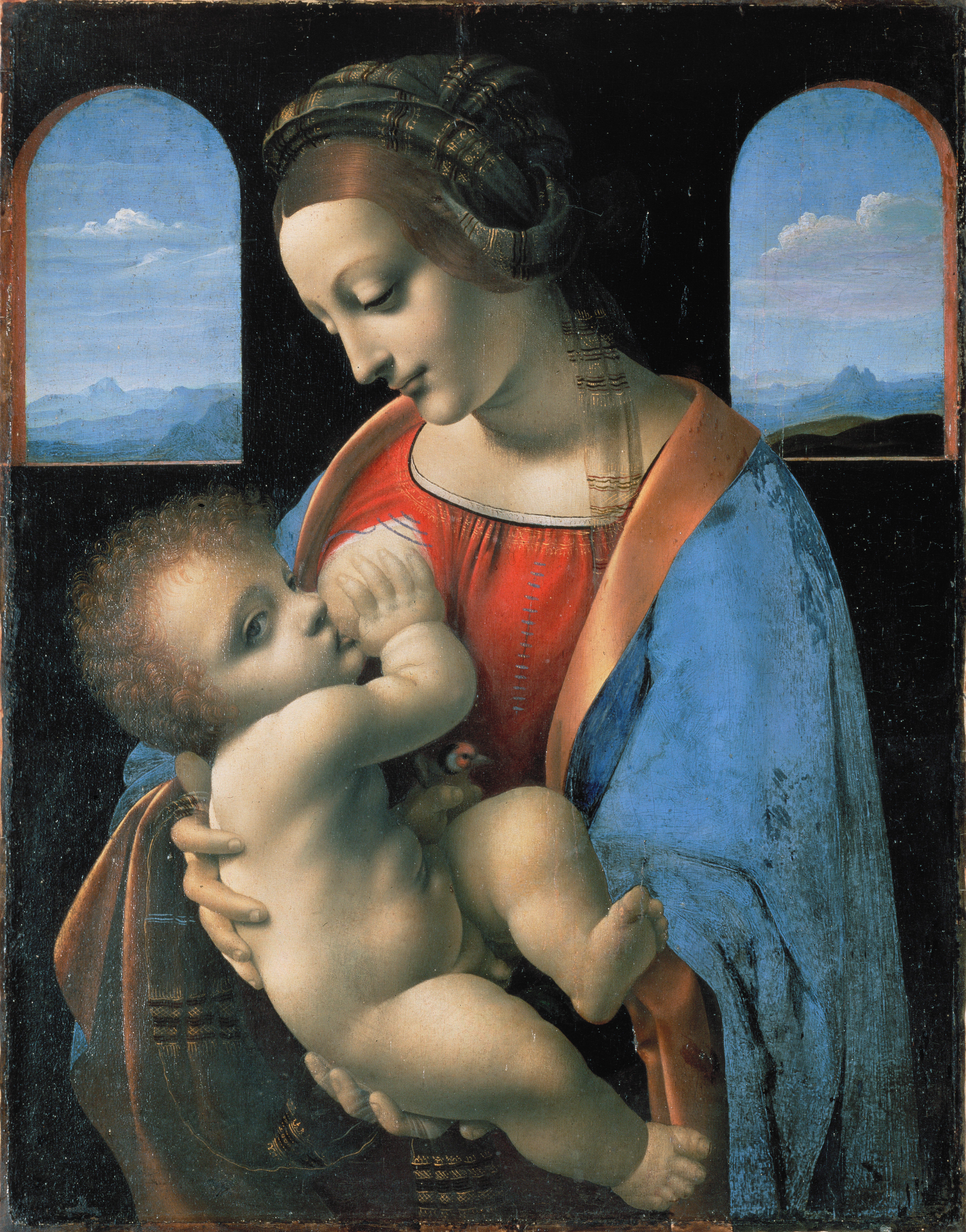
Madonna Litta

Madonna Litta je jedno z vrcholných malířských děl italského renesančního umělce Leonarda da Vinciho, které vytvořil v letech 1490-1491.
Obraz byl několik století majetkem italských vévodů z rodu Litta - odtud jeho název. V roce 1865 se obraz z galerie rodu knížat de Litta dostal do petrohradské Ermitáže.
V obraze se Leonardo snažil zachytit rysy ideálního krásného člověka, zdůraznit jeho vnitřní harmonii a dokonalost. Hlava madony je zachycena v profilu. Na tmavém pozadí stěny se vyjímají jasné a čisté kontury obličeje a postavy. Tvář je ozářena měkkým světlem. Umělec v postavě madony zachytil něhu a cit matky, která se zamýšlí nad osudem svého dítěte. Divák si nemůže nevšimnout laskavého výrazu její tváře obrácené k synovi. Chlapeček hledí na diváka. Jeho tělíčko je položené na rukou matky. Pozadí v okně je tvořeno hlavně plovoucími oblaky na blankytné obloze. Leonardo v obraze vyjádřil renesanční ideál harmonie a krásy.